# Porurska rdeča armada
Porurska rdeča armada (izvirno nemško Rote Ruhrarmee) je bila 50.000 mož močna revolucionarna enota, ki je nastala v Porurju kot odgovor na Kappov puč.
Bila je vodilna organizacija v porurski vstaji.